# Melchor Aymerich
Melchor de Aymerich y Villajuana (Ceuta, 5 de enero de 1754-La Habana, 11 de octubre de 1836) fue un militar español.

## Biografía

### Trayectoria militar
En 1762 ingresó con el grado de cadete en el regimiento de infantería de Sevilla. En 1775 participó en el desembarco en Argel, en 1777 en la expedición para reconquistar la colonia de Sacramento en el Río de la Plata de manos de los portugueses, y desde 1793 en la guerra contra la Convención francesa. En 1800 fue ascendido a Comandante del Cuerpo de Artillería de la ciudad de Sevilla. En 1802 contrajo matrimonio en Algeciras con Josefa Espinosa de los Monteros y Avilés. Retorna a América nombrado comandante militar de Cuenca, en la Real Audiencia de Quito
'

### El último presidente de la Real Audiencia de Quito
El 10 de agosto de 1809, republicanos de Quito se sublevó contra la monarquía hispánica y proclamaron una Junta Soberana, arrestando al presidente de la Audiencia de Quito, el conde Ruiz de Castilla. El movimiento revolucionario fue encabezado por Juan Pío Montúfar. Aymerich se aplicó a fondo a la represión de la Junta Soberana de Quito.

"Particular actuación contrarrevolucionaria tuvieron, en Cuenca, el Gobernador Melchor de Aymerich y el Obispo Andrés Quintián Ponte, en contraste con el Obispo José Cuero y Caicedo de Quito, y en Guayaquil, el Gobernador Bartolomé Cucalón y Sotomayor, adoptó severas medidas de represalia. Se ordenó a Francisco Baquero, en Bodegas (Babahoyo), que apresara a todos los quiteños que bajaran de la Sierra, como en efecto se hizo, con secuestro y remate de todos sus bienes, que se les condujera a Guayaquil con grilletes y que se les encerrara en mazmorras. Rigor especial se tuvo con los presos enviados por Aymerich desde Cuenca, a los que encerró con cepos y grilletes, al extremo de que uno de ellos, Joaquín Tobar, Interventor de Correos de Cuenca, murió "con los grilletes puestos".

El 20 de octubre de 1809 salió con 1.800 hombres desde Cuenca hacia el norte, encontrándose en Ambato con fuerzas de Lima mandadas por Manuel Arredondo y enviadas por el virrey José Fernando de Abascal, y reunidos entran en Quito que ya había vuelto al antiguo orden. De regreso a Cuenca conoció la matanza del 2 de agosto de 1810 contra los revolucionarios de Quito y la proclamación del Estado de Quito por parte del prócer Carlos de Montúfar, hijo de Juan Pío. Estos hechos obligaron al Gobierno español a trasladarse a Cuenca. 
Aymerich fue ascendido a Brigadier, y el nuevo presidente de la Audiencia, Joaquín Molina, que se había trasladado a Cuenca vía Guayaquil, ante la imposibilidad de llegar a Quito, dispuso la movilización de fuerzas contra Montúfar. El 17 de febrero de 1811, las milicias de Cuenca al mando de Aymerich combatieron en Paredones contra las quiteñas, con resultado indeciso, pero Montúfar no pudo tomar Cuenca y Aymerich se hizo fuerte en Azogues. El Presidente Joaquín Molina fue sustituido por Toribio Montes. En el año 1812 Aymerich derrotó al coronel insurgente Francisco García Calderón en Verdeloma (Biblián), persiguiéndolo hasta Quito, y reconquistando para España la capital el 8 de noviembre. En junio de 1813 ascendió a Mariscal de Campo, y en 1814 al frente de las milicias de Pasto derrotó también a Antonio Nariño. 

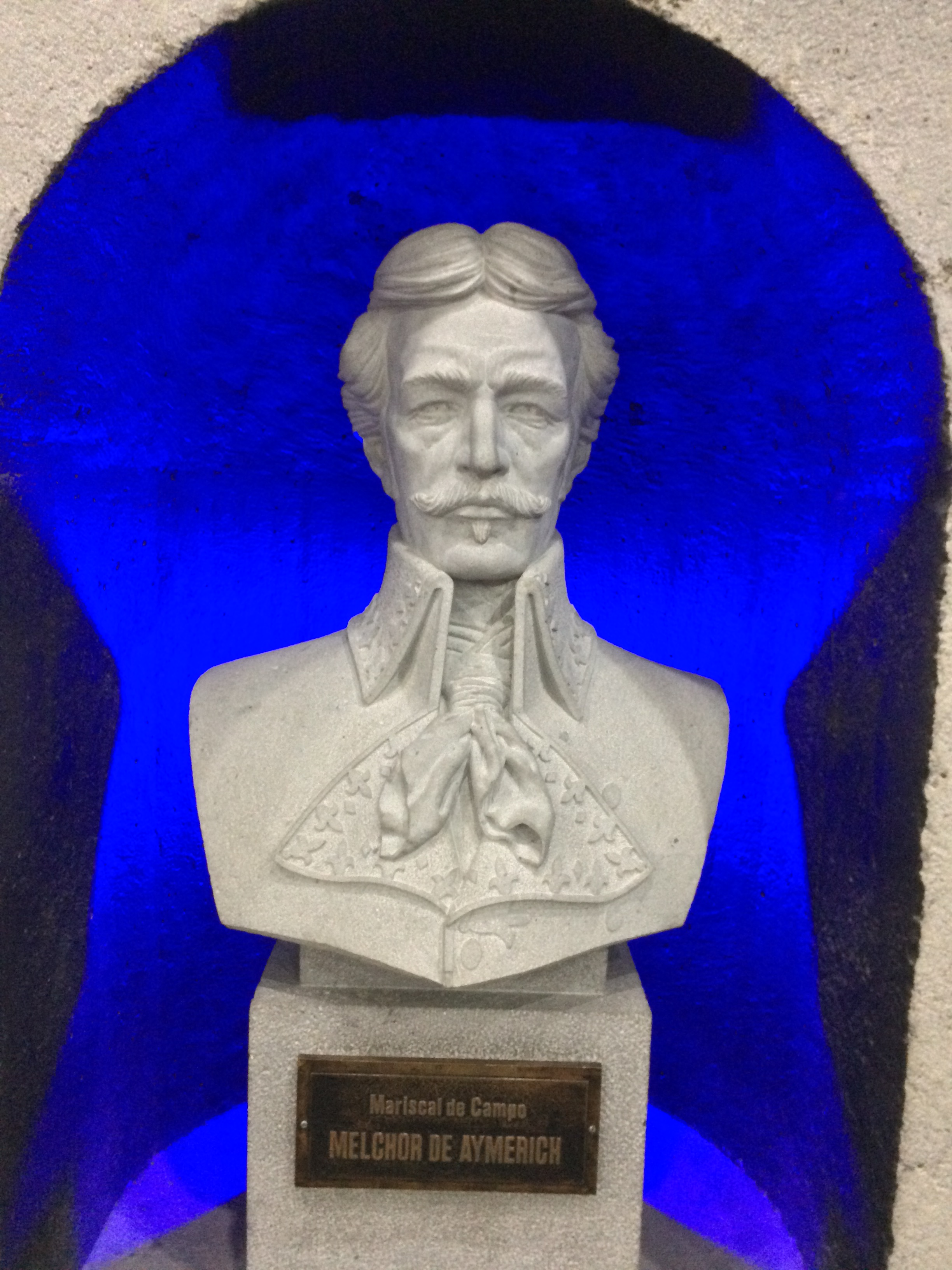
Busto en el Templo de la Patria en Quito.

Ocupó la Presidencia de Quito de forma interina entre 1816 y el 1817 por ausencia del titular, Toribio Montes. Continuó residiendo en la región y ejerciendo como gobernador e intendente de Cuenca. Tras la pronta salida del presidente Juan Ramírez de Orozco, volvió a ejercer interinamente hasta el arribo de Juan de la Cruz Mourgeon, quien debía reemplazarlo como Capitán General de Quito y Virrey de la Nueva Granada. No obstante, de la Cruz murió prontamente, no sin antes haber restablecido la Constitución de Cádiz. Aymerich, entonces, volvió a presidir la Audiencia, continuando las elecciones constitucionales, conformando la Diputación Provincial de Quito, y enfrentando a los ejércitos de la División Protectora de Quito que había establecido el gobierno de la revolución de Guayaquil del año 1820. Melchor de Aymerich fue derrotado finalmente por el Ejército libertador del mariscal Sucre en la batalla de Pichincha del 24 de mayo de 1822. De esta manera, Aymerich se convirtió en el último presidente, capitán general, y cabeza político superior de Quito.
Por el Acta de Capitulación, firmada el 25 de mayo de 1822 Aymerich obtuvo plenas garantías para dejar el territorio Gran Colombiano por Guayaquil y Panamá, junto con su familia, así como conservó su espada y los honores que le correspondían, ya que no fue considerado "prisionero de guerra" como el resto de la oficialidad y tropa de su Ejército. En dicha Acta consta también como "capitán general del Reino de Santa Fe" y se obliga a la Gran Colombia a pagar los gastos del viaje de todos los españoles que quieran llegar a La Habana o a España.
A las dos de la tarde de ese día, Aymerich y sus hombres arriaron la bandera de España en el fortín del Panecillo, que dominaba Quito, y se rindieron a los patriotas, entregando sus banderas, armas y municiones en el puente de La Fortaleza, que actualmente ya no existe. Inmediatamente, se izó el tricolor de la Gran Colombia. 
Fue el último presidente y gobernador español de Quito, cargo que había establecido el conquistador Sebastián de Benalcázar en 1534.

### Retiro
Falleció en Cuba como militar retirado con el grado de Teniente General. Militar disciplinado aunque no brillante, pero que no participó en los sucesos de la guerra a muerte, y calificado de buen administrador. Su sobrino José Aimerich, de su hermano José Aymerich Vilajoana i Barnola, que participó como cadete y como oficial en la guerra de Independencia, y actuó como ministro de la guerra en funciones en el gobierno de Cea Bermúdez, fue asesinado en un motín nada más llegar a su último destino en Mallorca.
Alguna obra señala la existencia de una nota de puño y letra de Fernando 'el deseado', que decía: 'Relación de generales que deben ser expulsados de Madrid inmediatamente antes de ser asesinados', nota en la que estaba el nombre de un general Aymerich, posiblemente el brigadier de ingenieros Esteban Aymerich, expulsado del ejército por orden expresa de Fernando el 4 de enero de 1802, fallecido el 10 de febrero de 1802. No obstante, la biografía de Esteban Aymerich en la Real Academia de la Historia no recoge tal incidente, dejando aparte lo absurdo de dar por cierta una orden firmada por Fernando en 1802 cuando aún era mero Príncipe de Asturias y Godoy estaba en pleno ejercicio de sus funciones.